# +メッセージ
＋メッセージ（プラスメッセージ）は、NTTドコモ・KDDI・ソフトバンクの3社が提供する、リッチコミュニケーションサービス（RCS）規格に準拠したサービス。各プラットフォーム向けに配信されている同名のモバイルメッセンジャーアプリケーションを介して提供される。RCS規格自体は本来オープンだが、本サービス自体は Android 端末および iOS 端末、+メッセージ対応ガラホ端末のみの利用制限がある。

## 歴史
- 2008年9月 - GSM AssociationにてRCSの仕様策定を開始する。
- 2009年4月 - 情報通信技術委員会の3GPP専門委員会内にサブワーキンググループRCSS (Rich Communication Services and Sysytem) SWGが設立され[1]、日本でもRCSの技術的な検討を開始[2]する。
- 2010年3月 - NTT・NTTドコモ・KDDI・ソフトバンク・イーモバイルの5社でRCSの試験運用を実施[3]するも、技術的な実験にとどまる。
- 2012年 - Vodafon Spainがjoynの名称で、世界で初めてRCSに基づくサービスを開始する。2018年4月の時点で世界27か国、50の通信キャリアでjoyn、Advanced Messaging、Message+、joyn.Tなど[4]の名称でサービスが提供されている。
- 2018年
  - 4月10日 - NTTドコモ・KDDI・ソフトバンクの3社が共同で、「+メッセージ」サービスの開始を記者会見[5]する。
  - 5月9日 - NTTドコモ・KDDI・ソフトバンクの3社が「+メッセージ」の名称でRCSのサービスが開始[6][7][8]する。5月9日にAndroid向けの専用アプリケーションが先行して公開され、iOS向けのアプリケーションの公開は未定とされた。
  - 5月10日 - ソフトバンクはAndroid版アプリの配信を一時停止したことを発表[9]する。当初ソフトバンクは既存のキャリアメール用アプリをアップデートし、キャリアメールと＋メッセージ兼用のアプリケーションを配信していたが、利用者へ告知が不十分でアップデート後のアプリを不審なアプリと誤認して削除するユーザが続発し、端末側で保存するキャリアメールのデータ喪失などの報告が相次いだ[10]。
  - 6月21日 - iOS向けの専用アプリケーションを公開し、ソフトバンクはAndroid版アプリケーションの配信再開を発表[11][注 1]する。配信再開後は、アップデートではなく既存のキャリアメールアプリと併存で配信された[11]。
- 2020年11月10日 - NTTドコモ、KDDI、ソフトバンクは利用者が2000万人を突破したと発表した[12]。
- 2021年
  - 9月2日 - NTTドコモ・KDDI・ソフトバンク傘下のサブブランド（LINEMO含む）並びに3社の回線を利用しているMVNOにも順次対応すると発表[13]。同日、KDDIの回線を利用しているMVNOへの対応が開始された。
  - 11月24日 - NTTドコモの回線を利用しているMVNOへ対応開始[14]。
- 2022年
  - 4月25日 - KDDIが＋メッセージの使い方や活用方法などを紹介するブログ「プラメブログ」を開始。
  - 6月28日 - ソフトバンク傘下のサブブランドであるY!mobile・LINEMO並びに回線を利用しているMVNOでサービス開始した[15]。
  - 夏 - Android向けに提供されているY!mobileメールアプリケーションでの対応を開始予定[16]。
  - 7月以降 - 公的個人認証サービス（JPKI）に対応する予定[17]。
  - 12月8日 - 利用者が3000万人を突破したと発表した[18]。
- 2024年2月6日 - 利用者が4000万人を突破したと発表した[19]。

## 仕様
サービスを利用するために、専用のアプリケーション「＋メッセージ」を必要とする。Android標準のメッセージアプリである「Googleメッセージ」などサードパーティーのアプリは非対応である。

## メッセージ機能
テキスト送受信のほか、ファイル送受信が可能である。静止画、動画、音声は撮影と録音機能を利用し、即時に共有可能で、位置情報の共有やスタンプ送受信も可能である。
既読通知機能があり、メッセージが受信済みあるいは既読済み、の状態を送信者が判別可能である。本機能は受信者の設定により解除できる。
他のメッセージアプリと同様に、メッセージ履歴はチャット形式で閲覧し、多人数でメッセージをやり取りするためのグループメッセージ機能がある。
テキストや添付ファイルの上限サイズは下表を参照。
| 種類     | 上限サイズ         |
| -------- | ------------------ |
| テキスト | 全角2730文字 (8MB) |
| ファイル | 100MB              |

### その他の機能
端末の電話帳機能と連携し、連絡先が＋メッセージを利用している場合、その連絡先にアイコンが表示される機能がある。

## 対応OS
アプリケーションはAndroid、iOS、プラスメッセージ対応ガラホ（4Gケータイ）に対して提供されている。
| OS      | OSバージョン     |
| ------- | ---------------- |
| Android | Android 4.4 以上 |
| iOS     | iOS 13.0 以上    |
| ガラホ  | 対応機種に限る   |

Android版に限り、各通信事業者ごとにアプリが分れている。詳細は下記。
- docomo→＋メッセージのアイコンの下にドコモのロゴがついたもの
- au→＋メッセージのアイコンの下にauのロゴがついたもの
  - UQ mobile→＋メッセージのアイコンの下にauのロゴがついたもの
- SoftBank→＋メッセージのアイコンの下にSoftBankのロゴがついたもの
  - Y!mobile→「Y!mobileメールアプリ」または「＋メッセージのアイコンの下にSoftBankのロゴがついたもの」

また、格安SIM（MVNO）でも利用ができ、上記を参考に契約してる回線ごとにアプリを利用する。

### ガラホ対応端末
docomo
- arrows ケータイ F-03L
- AQUOS ケータイ SH-02L
- arrows ケータイ ベーシック F-41C
- キッズケータイ KY-41C
- DIGNO ケータイ KY-42C

au
- INFOBAR xv KYX31
- GRATINA KYF39
- かんたんケータイ KYF41
- GRATINA KYF42
- かんたんケータイ ライト KYF43
- G'zOne TYPE-XX KYY31

SoftBank（Y!mobile）
- ガラホは一切対応していない。

注意) ドコモ、au系のMVNOは、4Gケータイ(ガラホ)には未対応。各キャリアのケータイプラン加入者のみ利用可能。ソフトバンクは4Gケータイへの適応なし。

## 提供状況
当面は日本国内の移動体通信事業者のみと相互接続を行うため、Rich Communication Servicesに基づくメッセージングサービスを採用している日本国外の通信キャリア利用者とは通信できない。
当初はソフトバンク系のY!mobile・LINEMO、KDDI系のUQ mobile、及びMVNOでは使用することが出来なかったが、2021年9月2日以降、KDDI・ソフトバンク傘下のサブブランド（LINEMO含む）並びにNTTドコモ・KDDI・ソフトバンクの回線を利用しているMVNOにも順次対応することが発表され、2022年6月時点でNTTドコモ・KDDI・ソフトバンクのすべてが対応している。なお、楽天モバイルは同じRCSの技術を利用した「Rakuten Link」を別途提供しており、本サービスには参加していないことから、利用することは出来ない。
将来的に日本国外のキャリアとも相互接続を行う予定であるため、Universal Profileをベースとした日本独自の技術仕様を定めており、この仕様に基づき各キャリアが独自に実装している。
送信料金は無料であるが、携帯電話回線を使用する場合は無線パケット通信料が別途必要となるが、Wi-Fi回線では不要。「＋メッセージ」アプリからSMSを送信する場合は、別途SMS送信料金が必要となる。